# Цибори-Маркі
Цибори-Маркі (пол. Cibory-Marki) — село в Польщі, у гміні Завади Білостоцького повіту Підляського воєводства.
Населення — 14 осіб (2011).
У 1975-1998 роках село належало до Ломжинського воєводства.

## Демографія
Демографічна структура станом на 31 березня 2011 року:
|          | Загалом | Допрацездатний вік | Працездатний вік | Постпрацездатний вік |
| -------- | ------- | ------------------ | ---------------- | -------------------- |
| Чоловіки | 9       | 0                  | 7                | 2                    |
| Жінки    | 5       | 0                  | 3                | 2                    |
| Разом    | 14      | 0                  | 10               | 4                    |